# Park Chan-wook
Dans ce nom coréen, le nom de famille, Park, précède le nom personnel.
Pour les articles homonymes, voir Park.
Park Chan-wook (coréen : 박찬욱, prononcé [pak̚ tɕʰanuk̚]) est un réalisateur et scénariste sud-coréen, né le 23 août 1963 à Séoul.

## Biographie

### Jeunesse et formation
Park Chan-wook naît en août 1963 à Séoul.
Il étudie la philosophie à l'université Sogang. Mais le département, dominé par la philosophie analytique, n'offre pas les cours d'esthétique qu'il a depuis longtemps voulu suivre. Park Chan-wook trouve son centre d'intérêt dans le cinéma, après avoir vu au cinéma Sueurs froides d’Alfred Hitchcock (il rencontre dans cette même séance sa future épouse). Il crée ensuite la Sogang film community avec d'autres cinéphiles, très rares à l'époque, qui se sont réunis grâce à la liste des lecteurs inscrite sur les livres de cinéma de la bibliothèque de son université.

### Carrière
En 1988, il commence à travailler dans l’industrie du cinéma en effectuant des métiers divers pour économiser de l'argent et ainsi investir dans un premier long métrage qu’il voulait réaliser. Pendant cette période, il travaille notamment pour Yoo Young-jin sur Kkamdong et rencontre le futur réalisateur à succès Kwak Jae-yong qui le prend comme assistant.
En 1992, il tourne The Moon Is... the Sun's Dream, un drame urbain se déroulant dans les milieux du crime, de la mode et de la prostitution de la ville de Pusan. Le film est un grand échec commercial.
En 1994, il devient critique de cinéma. Il publie un recueil de ses critiques, intitulé Vidéodrome : charme discret de regarder les films et fait une apparition (avec Kwak Jae-yong) dans Mascara de Lee Hun alors qu’il cherche toujours à réaliser des films.
En 1997, il tourne son second film Saminjo dont le scénario est co-signé par son ami Lee Moo-young avec lequel il poursuivra sa collaboration. Ce film narre l'histoire d'un groupe de marginaux cherchant à gagner de l’argent, tout en gardant un aspect social et une certaine tendance à l’humour. Les entrées de ce film, bien que supérieures à celle du précédent, sont néanmoins encore faibles. Il cherche alors à financer sans succès son projet (très noir) Vengeance is Mine. Il craint alors de ne plus pouvoir réaliser de film.
En 1999, après deux ans d'inactivité cinématographique, il réalise Judgement, court métrage de 26 minutes sur l’effondrement d’un grand magasin de Seocho-dong (en) qui fit plus de 500 morts. Il critique violemment le cynisme et l’égoïsme des familles des victimes. Le film est sélectionné au festival de Clermont-Ferrand, une première pour le réalisateur.
Peu de temps après, Myung Films lui propose d’adapter le roman DMZ de Park Sang-yun dont le thème tourne autour de la frontière entre les deux Corées. Il réalise donc Joint Security Area, un thriller politique à la narration éclatée. Park dispose d’un budget confortable et collabore notamment avec Lee Moo-young et des scénaristes tels que Jung Sung-san et Kim Hyeon-seok. Le film attire plus de cinq millions de spectateurs et devient le deuxième plus gros succès de l'histoire du cinéma coréen. Park reçoit de nombreux prix, dont plusieurs au Festival du film asiatique de Deauville, et il s’impose comme un cinéaste majeur du nouveau cinéma coréen.
Il collabore alors avec Lee Moo-young pour les scénarios de The Anarchists et de The Humanist. Ils s’associent à d’autres réalisateurs (Bae Chang-ho, Kwak Jae-yong, Lee Young-jae) pour former la société de production EGG Films, dirigée par le producteur Ji Young-jun. Cette société leur offre une grande liberté.
Le premier projet de la société EGG est A Bizarre Love Triangle, une comédie décalée réalisée par Lee Moo-Young.
Grâce au succès de son précédent film, Park peut sortir son ancien projet Vengeance is Mine, devenu Sympathy for Mister Vengeance, un drame violent et noir traité de façon radicale. Très controversé, le film sera rejeté par une partie du public mais est soutenu par les festivals internationaux, notamment le Far East Film, L’Étrange Festival et le Festival du film policier de Cognac
En 2003, Park Chan-wook réalise N.E.P.A.L. (Never Ending Peace And Love), une partie du film If You Were Me auquel ont participé de nombreux autres cinéastes. Ce projet, créé par la Commission des Droits de l’Homme de Corée, dénonce la discrimination.
EGG films coproduit son cinquième long métrage, Old Boy ; une adaptation du manga de Tsuchiya Garon et Minegishi Nobuaki. Le film connaît un important succès public et critique, et vaut à Park le grand prix du Festival de Cannes.
En 2004, il réalise Coupez (Cut) une des parties du film 3 extrêmes.
En 2005, il sort Lady Vengeance qui boucle le triptyque sur la vengeance entamée par Sympathy for Mister Vengeance et Old Boy.
En 2007, il réalise Je suis un cyborg, dans lequel apparaît notamment la star de l'entertainment coréen Jung Ji-hoon. Cette même année, il sera un des invités d'honneur du Festival international du film fantastique de Neuchâtel 2007 qui présente une rétrospective de ses films, Je suis un cyborg a été projeté lors de la cérémonie de clôture du festival.
En 2009, il réalise Thirst, ceci est mon sang (Thirst) transposant le roman Thérèse Raquin d'Émile Zola en film de vampire.
En 2016, il coécrit, produit, et réalise le film Mademoiselle, adaptation du roman Du bout des doigts de Sarah Waters paru en 2002. Le film, très bien accueilli par la critique et le public, a été en compétition pour la palme d'or du festival de Cannes 2016.

## Engagement politique
Park Chan-Wook est adhérent militant de PDT (Parti démocratique du travail de Corée), un parti politique sud-coréen, créé en janvier 2000 à l'initiative de la Confédération coréenne des syndicats, forte de 600 000 membres, la plus à gauche des deux confédérations syndicales sud-coréennes, fortement présente dans le secteur de la métallurgie (250 000 membres) et rejointe par d'anciens animateurs des mouvements étudiants sud-coréens des années 1980. Dans le cadre de l'élection présidentielle de 2002, il a fait une campagne télé pour soutenir le candidat de son parti.
Du fait de son engagement politique à gauche, son nom est placé sur la liste noire du gouvernement conservateur de Park Geun-hye constituée d'artistes critiques secrètement placés sous surveillance par les autorités et privés de subventions publiques.

## Filmographie

### En tant que réalisateur

#### Longs métrages
- 1992 : The Moon Is... the Sun's Dream (달은 해가 꾸는 꿈)
- 1997 : Saminjo (3인조)
- 2000 : Joint Security Area (공동경비구역 JSA)
- 2002 : Sympathy for Mister Vengeance (복수는 나의 것)
- 2003 : Old Boy (올드보이)
- 2005 : Lady Vengeance (친절한 금자씨)
- 2006 : Je suis un cyborg (싸이보그지만 괜찮아)
- 2009 : Thirst, ceci est mon sang (박쥐)
- 2013 : Stoker
- 2016 : Mademoiselle (아가씨)
- 2022 : Decision to Leave (헤어질 결심)
- prévu en 2025 : Aucun autre choix (어쩔수가없다)

#### Courts métrages
- 1999 : Judgement (심판)
- 2003 : If You Were Me (여섯개의 시선) - segment NEPAL
- 2004 : Trois Extrêmes (쓰리, 몬스터 : 컷) - segment Cut
- 2011 : Night Fishing (파란만장), coréalisé avec son frère Park Chan-kyong
- 2011 : 60 Seconds of Solitude in Year Zero (un segment d'une minute du film collectif)
- 2014 : A Rose Reborn
- 2022 : Life is But a Dream

#### Séries télévisées
- 2018 : The Little Drummer Girl (6 épisodes)
- 2023 : Le Sympathisant

### En tant que scénariste

#### Longs métrages
- 2000 : The Anarchists (아나키스트), de Yu Yeong-sik
- 2000 : Joint Security Area (Gongdong gyeongbi guyeok JSA) (공동경비구역 JSA)
- 2001 : The Humanist (휴머니스트), de Lee Mu-yeong
- 2002 : Sympathy for Mister Vengeance (Boksuneun naui geot) (복수는 나의 것)
- 2002 : Taekwon Girl (Cheoleobtneun anaewa paramanjanhan nampyeon geurigo taekwon sonyeo) (철없는 아내와 파란만장한 남편 그리고 태권소녀), de Lee Mu-yeong
- 2003 : If You Were Me (Yeoseot gae ui siseon) (여섯개의 시선) (compilation de courts-métrages de différents réalisateurs)
- 2003 : Old Boy (Oldboy) (올드보이)
- 2004 : Trois Extrêmes (Three... Extremes) (쓰리, 몬스터 : 컷) (segment Cut)
- 2005 : Lady Vengeance (Chinjulhan geomjasshi) (친절한 금자씨)
- 2006 : Je suis un cyborg (Sai bo gu ji man gwen chan a) (싸이보그지만 괜찮아 ) (coscénariste Jeong Seo-kyeong)
- 2009 : Thirst, ceci est mon sang (박쥐)
- 2016 : The Truth Beneath (Bimileun Eopda) (비밀은 없다)
- 2024 : Soulèvement (전,란) de Kim Sang-man
- prévu en 2025 : Aucun autre choix (어쩔수가없다) de lui-même

#### Court métrage
- 1999 : Judgement (심판)

## Distinctions
- Prix du meilleur film lors des Blue Dragon Film Awards 2000, pour Joint Security Area
- Prix du meilleur réalisateur lors des Blue Dragon Film Awards 2000, pour Joint Security Area
- Lotus du public lors du Festival du film asiatique de Deauville 2001, pour Joint Security Area
- Prix du meilleur film lors des Pusan Film Critics Awards 2002, pour Sympathy for Mister Vengeance
- Prix du meilleur réalisateur lors des Pusan Film Critics Awards 2002, pour Sympathy for Mister Vengeance
- Prix du meilleur réalisateur lors des Blue Dragon Film Awards 2003, pour Old Boy
- Prix du meilleur film lors des Pusan Film Critics Awards 2004, pour Old Boy
- Prix du meilleur réalisateur lors des Pusan Film Critics Awards 2004, pour Old Boy
- Grand prix du Festival de Cannes 2004, pour Old Boy
- Tigre d'or lors du Festival international du film de Rotterdam 2005, pour Lady Vengeance
- Prix Alfred Bauer lors des 57e Berlinale 2007, pour I'm a Cyborg, But That's OK
- Prix du jury ex æquo au Festival de Cannes 2009 pour Thirst, ceci est mon sang
- Ours d'or du meilleur court métrage à la Berlinale 2011 pour Night Fishing
- Chevalier de l'ordre du Corbeau, BIFFF 2017 (04/04/2017)
- Prix du meilleur film en langue étrangère pour Mademoiselle lors des BAFTA 2018
- Prix de la mise en scène au Festival de Cannes 2022 pour Decision to Leave

## Box-office

### En France
| Année | Film                      | Entrées |
| ----- | ------------------------- | ------- |
| 2003  | Old Boy                   | 140 301 |
| 2005  | Lady Vengeance            | 35 295  |
| 2009  | Thirst, ceci est mon sang | 56 050  |
| 2013  | Stoker                    | 125 218 |
| 2016  | Mademoiselle              | 300 504 |